# Australische beverrat
De Australische beverrat (Hydromys chrysogaster) is een knaagdier uit het geslacht Hydromys dat voorkomt op Nieuw-Guinea, in Australië en op vele omliggende eilanden. Van alle inheemse knaagdieren van het Australaziatisch gebied heeft hij de grootste verspreiding. Het is een sterk aan het water aangepast dier. Zijn nauwste verwanten zijn de beverrat van Nieuw-Brittannië (H. neobritannicus) en enkele onbeschreven soorten.

## Verspreiding en leefgebied
Dit dier leeft op Nieuw-Guinea, de Aru-eilanden, Biak, Fergusson, Goodenough, Japen, de Kai-eilanden, Kiriwina, Normanby en in heel Australië (behalve het droge midden), inclusief vele omliggende eilanden, waaronder Tasmanië, de Furneaux Group bij Tasmanië, Melville, Bathursteiland en Groote Eylandt in het Noordelijk Territorium, Frasereiland in Queensland en Barrow en Dorre-eiland bij West-Australië. Hij leeft in allerlei habitats in de buurt van water, zoals bergstromen, laaglandrivieren, meren, irrigatiekanalen, lagunes, mangroves en zelfs stromen en estuaria in grote steden. Hij kan in zoet, brak en zout water overleven. Het is een wijdverspreide en algemene soort in Australië. In Nieuw-Guinea komt hij tot op 1900 m hoogte voor (op Mount Erimbari). Op de eilanden rond Nieuw-Guinea is het een moeilijk te vinden soort. In veel gevallen kent de lokale bevolking het dier wel, maar is het niet mogelijk om een exemplaar te vinden.

## Beschrijving
Deze soort is sterk aangepast aan een leven in het water, met een gestroomlijnde lichaamsvorm, kleine ogen en oren die hoog op de kop zijn geplaatst, een lange bek met veel snorharen, zwemvliezen aan de brede achtervoeten, een dichte, fluweelachtige vacht, en een dikke staart die als roer kan worden gebruikt. De kleur van de rug varieert van grijsbruin tot goudbruin of bijna zwart, de onderkant crèmekleurig of wit tot oranje. De dikke, lange, behaarde staart is donkergrijs of zwart, met een grote, witte punt. Hij verspreidt een karakteristieke, muskusachtige geur. Hij laat karakteristieke voetafdrukken achter in de modder. De grootte van dit dier is in nevenstaande tabel opgenomen. Vrouwtjes hebben 0+2=4 mammae, net als de meeste Australaziatische knaagdieren.

## Geografische variatie
| Grootte van de Australische beverrat in verschillende gebieden (Alles in mm, behalve gewicht in g) | Grootte van de Australische beverrat in verschillende gebieden (Alles in mm, behalve gewicht in g) | Grootte van de Australische beverrat in verschillende gebieden (Alles in mm, behalve gewicht in g) | Grootte van de Australische beverrat in verschillende gebieden (Alles in mm, behalve gewicht in g) |
| -------------------------------------------------------------------------------------------------- | -------------------------------------------------------------------------------------------------- | -------------------------------------------------------------------------------------------------- | -------------------------------------------------------------------------------------------------- |
| Kenmerk                                                                                            | Australië*                                                                                         | Nieuw-Guinea**                                                                                     | Fergusson***                                                                                       |
| Kop-romplengte                                                                                     | 300-390                                                                                            | 195-289                                                                                            | 280-282                                                                                            |
| Staartlengte                                                                                       | 230-320                                                                                            | 202-300                                                                                            | 255-258                                                                                            |
| Achtervoetlengte                                                                                   | 55-76                                                                                              | 46-61                                                                                              | 55,0-55,3                                                                                          |
| Oorlengte                                                                                          | 15-20                                                                                              | 13-19                                                                                              | 19,3-20,8                                                                                          |
| Gewicht                                                                                            | 620-1200                                                                                           | 210-500                                                                                            | 430-540                                                                                            |
| *Menkhorst & Knight (2001); **Flannery (1995a); Musser & Piik (1982); ***Flannery (1995b)          | | | |

De Australische beverrat is een zeer variabele soort. Zowel geografisch als binnen populaties verschillen individuen vaak sterk in factoren als grootte en vachtkleur. Op die variatie hebben allerlei variabelen een invloed, zoals het seizoen, de leeftijd en de sekse. Zie Tate (1951:228-236) voor een uitgebreide bespreking van de geografische variatie in H. chrysogaster.
Ten eerste is er een verschil in de grootte van de kiezen. In de vormen uit het binnenland van Australië varieert de grootte van de eerste bovenkies van 6,3 tot 7,0 mm, in de vormen uit Nieuw-Guinea en het noorden en oosten van Australië van 5,3 tot 6,3 mm. Ook de grootte van de schedel en andere kwantitatieve kenmerken variëren sterk; vaak is er niet of nauwelijks overlap tussen verschillende vormen, zoals ook in de tabel hiernaast te zien is. Over het algemeen zijn de Nieuw-Guineese vormen kleiner en de vormen met grotere tanden groter.
De buikvacht van H. chrysogaster is meestal gebroken wit, maar soms komen er oranje dieren voor, vooral mannetjes. Dat wordt waarschijnlijk ten minste deels verklaard door de seizoenen: oranje buiken komen 's zomers meer voor. Exemplaren uit West-Australië en Waigeo hebben weer een zeer grijze buik. Een ander variabel kenmerk is de grootte van de witte staarpunt. Die is meestal groter ten noorden van de Centrale Cordillera van Nieuw-Guinea dan ten zuiden ervan, maar veel van de variatie is niet-geografisch en lijkt bijna willekeurig.
Tate (1951) onderscheidde op basis van deze observaties zes ondersoorten, die hieronder kort besproken worden. Sindsdien is er weinig substantieel onderzoek gedaan naar de geografische variatie van de Australische beverrat. Exemplaren uit Obi en Goodenough, die eerst als H. chrysogaster werden geïdentificeerd, zijn mogelijk aparte, verwante soorten.
De eerste ondersoort, H. c. chrysogaster Geoffroy, 1804 (synoniemen: leucogaster Geoffroy, 1804; lutrilla Gould, 1863), komt voor op Tasmanië en langs de kust van Zuidoost-Australië. Deze ondersoort heeft kleine tanden en verschilt daarnaast in een aantal schedelkenmerken van andere vormen. Deze verschillen zitten in de vorm van de kiezen, de foramina incisiva en de ossa nasalia.
Een andere ondersoort, H. c. fulvolavatus Gould, 1853, komt voor ten westen van het verspreidingsgebied van H. c. chrysogaster, in het binnenland van het zuidoosten. Het is een vorm met grote tanden. Hij is nauw verwant aan H. c. reginae die verder naar het noorden voorkomt, en Tate gaf in feite geen kenmerken om ze van elkaar te scheiden.
In het zuidwesten van West-Australië leeft de ondersoort H. c. fuliginosus Gould, 1853, die ook grote tanden heeft. Daarnaast heeft deze vorm een bijzonder klein os lacrimale en een grijze buikvacht.
De ondersoort H. c. reginae Thomas & Dollman, 1909 (synoniem: lawnensis Troughton, 1935) leeft in het binnenland van Queensland, inclusief grote delen van Kaap York. Deze groottandige vorm is nauw verwant aan H. c. fulvolavatus, die verder naar het zuiden voorkomt.
H. c. beccarii Peters, 1875 (synoniemen: esox Thomas, 1906; caurinus Thomas, 1909; nauticus Thomas, 1921; melicertes Thomas, 1921; longmani Thomas, 1923; grootensis Troughton, 1935; moae Troughton, 1935) is een wijdverspreide ondersoort, die voorkomt in de zuidelijke helft van Nieuw-Guinea en langs de noordelijke en oostelijke kust van Australië. Het is een kleintandige vorm.
De laatste vorm, H. c. illuteus Thomas, 1922 (synoniem: oriens Troughton, 1937), uit het noorden van Nieuw-Guinea, lijkt sterk op H. c. beccarii. Deze twee ondersoorten verschillen van elkaar in de grootte van het witte deel van de staart, die zoals boven gezegd een zeer variabel kenmerk is.

## Gedrag en ecologie
Deze soort is voornamelijk 's nachts actief, maar is vaak ook het meest actief bij zonsondergang. In Australië is het dier soms ook overdag actief, maar op Nieuw-Guinea nooit. Hij slaapt in een nest in een boomstam of in een tunnel aan de oever. Vaak wordt hij gezien terwijl hij zwemt, waarbij alleen de bovenkant van het hoofd en de rug zichtbaar zijn. 's Winters komt hij minder in het water en eet hij grotere prooidieren. Individuen vormen territoria, die in Zuidoost-Queensland twee tot tien hectare groot kunnen worden, afhankelijk van de habitat.
Hij brengt zijn voedsel naar zijn "eetplek", waar hij de oneetbare delen achterlaat. Hij foerageert voornamelijk in het water of er vlakbij. Hij eet allerlei waterdieren, zoals grote waterinsecten, mossels, schaaldieren, vissen, kikkers, kikkerdril, hagedissen, vogels en kleine zoogdieren. Op Barrow Island eten ze ook schildpadeieren en jonge schildpadjes.
Het dier paart het hele jaar, maar het meeste van de lente tot de late zomer. De paartijd wordt bepaald door allerlei factoren, zoals onder andere leeftijd en klimaat. Vrouwtjes kunnen vanaf acht maanden paren. De zwangerschap duurt ongeveer 34 dagen. Per jaar kunnen er vijf nesten van drie tot vier jongen geboren worden. De jongen worden onafhankelijk na acht weken.
De Australische beverrat wordt gegeten door slangen, grote vissen, roofvogels en katten.

## Parasieten
Een onderzoek naar de parasieten van de Australische beverrat (Obendorf & Smales, 1985) gaf als resultaat dat op of in dit dier twee soorten rondwormen (Nematoda), één haakworm, drie lintwormen, zeven Trematoda en twee eencelligen (Toxoplasma gondii en Sarcocystis sp.) voorkomen. Een ander onderzoek (Smales et al., 1989) naar de parasieten van de Australische beverrat gaf iets andere resultaten. Er werd één haakworm, Corynosoma stanleyi gevonden, één lintworm, Hymenolepis diminuta en tien trematoden (Echinoparyphium hydromyos, Fibricola minor, Fibricola intermedius, Microphaflus minutus, Maritrema occysta, Plagiorchis jaenschi, nieuwe soorten van Notocotylus en Paramonostomum en ongeïdentificeerde leden van de families Heterophyidae en Psilostomidae). Verder zijn de rondwormen Synhimantus australiensis, Antechiniella suffodiax, Woolleya hydromyos en ongeïdentificeerde soorten van Antechiniela, Parastrongyloides en de Heteroxynematidae gevonden. Daarnaast werden de eencelligen Klossiella hydromyos, Toxoplasma gondii en Sarcomystis sp. gevonden. Ook werden de mijten Paraspeleognathopsis derricki, Murichirus parahydromys en Radfordia sp., de vliegen Acanthopsylla rothschildi en Echidnophaga (twee soorten), de luis Hoplopleura bidentata en de teek Zxodes tasmani gevonden. Andere voorbeelden van parasieten op dit dier zijn Uncinaria hydromydis (een rondworm uit de familie Ancylostomatidae) en Diphyllobothrium dendriticum.

## Lokale namen
In verschillende delen van zijn verspreidingsgebied heeft deze soort andere namen. In het Engels wordt hij "common water rat", "beaver rat" of "water rat" genoemd, in het Indonesisch "tikus air biasa". De Daribi, een stam uit Chimbu Province in Papoea-Nieuw-Guinea, noemen hem "bomboro", de Mianmin (uit Sandaun Province) "ayam". In Australië heeft hij ongeveer 50 inheemse namen, waaronder "rakali" in het zuidwesten. Op Fergusson wordt hij "toeta" genoemd, op Biak-Supiori "manan fis feas" (maar dat is onzeker).

### Originele beschrijvingen
- Cuvier, F. 1837. Rapport sur un mémoire de M. Jourdan, de Lyon, convernant quelques mammiféres nouveaux. Comptes Rendes Hebdomadaires des Seances de l'Academie des Sciences, Paris 6:2-6. (fulvoventer)
- Geoffroy Saint-Hilaire, É. 1804. Note sur un nouveau genre de Mammifères, de l'ordre des rongeurs, sous le nom d'hydromys. Bulletin de Société Philomathique de Paris 3(93):353-354. (chrysogaster, leucogaster)
- Gould, J. 1853. The mammals of Australia, Pt 5. London: J. Gould. (fuliginosus, fulvolavatus)
- Gould, J. 1863. The Mammals of Australia, pt. 13. London: J. Gould. (lutrilla)
- Jourdan, [?]. 1837. Mémoire sur quelques mammiféres nouveaux. Comptes Rendes Hebdomadaires des Seances de l'Academie des Sciences, Paris 5:521-524, October 1837. (fulvogaster)
- Peters, W. 1874. Diagnosi di tre nuovi mammiferi della Nuova Guinea ed Isole Key. Annali Museo Civico di Storia Nature di Genova 6:303. (beccarii)
- Thomas, O. 1906. New mammals from the Australian region. Annals and Magazine of Natural History (7)17:324-332. (esox)
- Thomas, O. 1909. Two new mammals from N. Australia. Annals and Magazine of Natural History (8)4:197-198. (caurinus)
- Thomas, O. 1921. Notes on Australasian rats, with a selection of lectotypes of Australasian Muridae. Annals and Magazine of Natural History (9)8:425-433. (melicertes, nauticus)
- Thomas, O. 1922. New mammals from New Guinea and neighbouring islands. Annals and Magazine of Natural History (9)9:261-265. (illuteus)
- Thomas, O. 1923. The Godman Exploration Fund. List of mammals from north Queensland collected by Mr T. Sherrin. Annals and Magazine of Natural History (9)11:171-178. (longmani)
- Thomas, O. & Dollman, G. 1909. Mammals from Inkerman, north Queensland, presented to the National Museum by Sir William Ingram, Bt., and the Hon. John Forrest. Proceedings of the Zoological Society of London 1908:788-794. (reginae)
- Troughton, E. le G. 1935. Five new rats of the genera Hydromys and Melomys from Northern Australia. Records of the Australian Museum 19:251-258. (grootensis, lawnensis, moae)
- Troughton, E. le G. 1937. Descriptions of some New Guinea mammals. Records of the Australian Museum 20:117-127. (oriens)